# 카나구시쿠 긴코
카나구시쿠 긴코(오키나와어: 金城吟子, 1973년 6월 4일 - )는 일본의 가수다.
오키나와 액터스스쿨 제1기생. 1986년 CBS 소니의 오디션에 합격하여 상경, 액터스스쿨 출신 아티스트의 선구자격이 된다. 1987년 9월 2일에 싱글 「STAR SHIP-I'm going high-」, 9월 21일에 앨범 『YESTERDAY TODAY FOREVER』로 메이저 데뷔. 디지털 사운드를 전면에 내세운 R&B를 허스키하고 평온한 보컬로 노래하고 샤프한 댄스로 마무리하는 스타일은 이후 액터스스쿨 출신 가수들의 한 전형이 되었다.
1988년 여름, CBS 소니 창립 20주년 기념 콘서트 『NEW BLOOD 88-89』에 참가. 같은 해 가을, 오오사와 요시유키가 프로듀스한 EPIC 소니 창립 10주년 기념 크리스마스 앨범 및 라이브 『Dance To Christmas』에 참가해서 주목을 받는다.
1989년 여름, 『NEW BLOODS』의 일원으로서 전국 7개소를 순회하는 라이브 투어 『NEW BLOODS presents Funk a Hips Live Show』에 참가. 같은 해 10월부터는 후지테레비의 음악 프로그램 『히트스튜디오 R&N』에서 아나운서 후루타치 이치로와 함께 MC를 맡았다. 1989년 10월 13일 심야에 더 타이머즈가 일으킨 방송사고 사건 당시 진행자였다.
1990년, 『FUNK A HIPS ALL STARS』 명의로 8 cm CD 「OUR SONG」을 발매했다. 1991년 앨범 『東京UKIUKI GIRL』 발표 직후 오키나와로 활동거점을 옮겼다.  1994년 초여름, 소속사와 음반사를 이적, 동년 9월 앨범 『Princess Moon』 을 발표했다. 2003년 3월 19일 발매된 철완 아톰 트리뷰트 앨범 『MUSIC FOR ATOM AGE♪』에 참가했다.
2020년 현재 키나 쇼키치와 함께 ‘KINA&GWINKO WORLDCHAMPLOO’ 라는 듀오로 활동 중이다.